# Project 1164
De Project 1164 Atlant-klasse (Russisch: Крейсера проекта 1164 Атлант) is een type van geleidewapenkruisers dat gebruikt wordt door de Russische en Oekraïense marine. De schepen waren daarvoor in dienst van de Marine van de Sovjet-Unie. In het Westen kreeg de klasse eerst de NAVO-codenaam Krasina-klasse, maar toen de echte naam van het eerste schip bekend werd, werd dit veranderd in Slava-klasse.

## Bewapening

### Aanvalswapens
Het belangrijkste aanvalswapen van de Project 1164-klasse is de P-500 Bazalt-raket (NAVO-codenaam: SS-N-12 Sandbox). De klasse is makkelijk te herkennen door de 16 (2×4 aan elke kant) diagonaal naar voren gerichte lanceerbuizen voor deze raket langs de opbouw. Ook staat op het voordek een dubbelloops 130 mm kanon en beschikken de schepen over 2 × 5 533 mm torpedobuizen en 2 RBU6000 twaalfloops-lanceerinstallatie met ongeleide raketten voor onderzeebootbestrijding. Op het achterdek bevindt zich ook een landingsplek voor een Kamov Ka-25 of Ka-27 helikopter.

### Verdedigingswapens
De Project 1164-klasse beschikt voor luchtverdediging over acht S-300F (SA-N-6) verticale lanceerinrichtingen met elk acht luchtdoelraketten, twee dubbelarmige 9K33M Osa-M (SA-N-4 Gecko) installaties op het achterdek en zes AK-630 30 mm CIWS-installaties verspreid over het schip.

## Schepen
Zoals veel schepen van de Sovjetmarine werden ook deze na het uiteenvallen van de Sovjet-Unie hernoemd.
| Slava, Moskva         | 1976            | 1979            | 1983                           | Gezonken (Zwarte Zeevloot)     |                                |                                |
| Marsjal Oestinov      | 1978            | 1982            | 1986                           | Actief (Noordelijke Vloot)     |                                |                                |
| Rode Oekraïne, Varjag | 1979            | 1983            | 1989                           | Actief (Pacifische Vloot)      |                                |                                |
| Lobov, Ukraina        | 1985            | 1990            | Ligt onafgewerkt bij Mikolajiv | Ligt onafgewerkt bij Mikolajiv | Ligt onafgewerkt bij Mikolajiv | Ligt onafgewerkt bij Mikolajiv |
| Admiral Gorsjkov      | Nooit afgebouwd | Nooit afgebouwd | Nooit afgebouwd                | Nooit afgebouwd                |                                |                                |
| Oktoberrevolutie      | Nooit afgebouwd | Nooit afgebouwd | Nooit afgebouwd                | Nooit afgebouwd                |                                |                                |

## Bron
1. ↑  (en)  Federation of American Scientists. 2000, 7 september. "Krasina/Slava Class - Project 1164".